# 사라만다 2
《사라만다 2》(Salamander 2)는 일본 코나미사의 슈팅 게임으로, 1996년에 제작되었다. 그라디우스에서 파생된 사라만다(1986년 제작)의 후속작이다. (실제 후속작은 라이프포스(1987년 제작)이나 인정하지 않는 견해가 많다.)
게임의 형식에 있어서는 전작을 그대로 답습하였다.

## 간략한 게임 설명

### 전작사라만다와 다른 점
- 전작에서는 죽을 때 떨어져 나가는 분신이 화면 밖으로 나가면 그대로 잃고 마는 것이었지만 사라만다 2에서는 떨어져 나간 분신이 화면 밖으로 나가지 않는다.
- 분신 하나를 호밍 레이저로 변형시키는 능력이 새로 생겼다.

### 파워업
전작의 형식을 그대로 답습하였다. 그리고 새로 추가된 파워업이 있다.
- Speed Up (S) : 전작과 같이 속도가 1단계씩 올라간다. 하지만 전작보다 속도를 줄였다. 초기의 그라디우스와 비슷한 수준이다.
- Missile (M) : 미사일을 발사한다. 아래와 같은 두 가지의 패턴이 있으며, 첫 취득시는 패턴 1부터 시작되고 그 후 획득시마다 바뀐다.
  - 패턴 1 : 횡스크롤시 아래로 내려가며 기어가는 미사일을 발사한다. 종스크롤시 양옆으로 미사일을 발사한다.
  - 패턴 2 : 횡스크롤시 위아래로 나가되 기어가지 않는 미사일을 발사한다. 종스크롤시는 패턴 1과 같으나 궤도의 폭이 더 넓다.
- Ripple (R) : 전작과 같은 고리형의 레이저이다.
- Cyclone Laser (L) : 역시 전작의 레이저와 같다.
- Twin Laser (T) : 새로 추가된 아이템. 두 이(二)자 모양의 짤막한 레이저를 발사한다.
- Option : 전작과 마찬가지로 분신공격을 한다.
- Option Seed : 새로 추가된 아이템으로, 크기가 반으로 작아진 분신이다. 기체 주위를 돌며 작은 포탄을 발사한다. 2개 모이면 온전한 분신이 된다.
- Force Field : 전작과는 달리 전방위로 방어를 한다. 방어력은 약해졌다.

또한, Ripple이나 Cyclone Laser, 또는 Twin Laser를 장착한 상태에서 해당 아이템을 또 한번 얻으면 잠깐동안 공격력이 강해진다.
- Ripple → Burster Ripple
- Cyclone Laser → Hyper Ray
- Twin Laser → Spear Laser

### 스테이지
아래와 같이 6개가 존재한다. (괄호 안은 스크롤 방향임.)
- 스테이지 1 : 하늘+생명체 (횡)
- 스테이지 2 : 우주+화염 (종)
- 스테이지 3 : 생명체 (횡)
- 스테이지 4 : 우주+거대함선 (횡)
- 스테이지 5 : 운석+기지 (횡)
- 스테이지 6 : 우주+적군행성 (종)

## 배경 음악
| 장면                   | 트랙명                                   |
| ---------------------- | ---------------------------------------- |
| 타이틀                 | A Theme of The Salamander 2              |
| 스테이지 1             | Silvery Wings Again                      |
| 스테이지 2             | Sensation                                |
| 스테이지 3             | All is Vanity                            |
| 스테이지 4             | Serious! Serious! Serious!               |
| 스테이지 5             | Speed                                    |
| 스테이지 6             | Dear Blue                                |
| 스테이지 1 (2주)       | Power of Anger                           |
| 스테이지 4 (2주)       | Last Exit                                |
| 스테이지 5 (2주)       | Planet Ratis                             |
| 보스전 (스테이지 1)    | Theme of The Gorem (Poison of Snake)     |
| 보스전 (짝수 스테이지) | Theme of The Mechanical Boss             |
| 보스전 (스테이지 3, 5) | Theme of The Living Body Boss            |
| 최종전                 | Prelude of The Last Battle               |
| 최종전                 | Giga's Rage                              |
| 엔딩                   | Beginning From The Endless               |
| 게임오버               | And Then.....                            |
| 이름쓰기               | What's Your Name?                        |
| 미사용                 | No Future                                |
| 미사용                 | Fire Tripper                             |
| 미사용                 | Nervous Breakdown                        |
| 미사용                 | Ending - AM Show Ver.                    |
| 미사용 (Extra)         | No Future                                |
| 미사용 (Extra)         | Fire Tripper                             |
| 미사용 (Extra)         | Nervous Breakdown                        |
| 미사용 (Extra)         | Thundervolt - You. T. Ver. (Thunderbolt) |

## 평가
| 평가                                  |      |
| ------------------------------------- | ---- |
| 평론 점수 평론사 점수 에지 6/10 [ 2 ] |      |
| 평론 점수                             |      |
| 평론사                                | 점수 |
| 에지                                  | 6/10 |